# فيل جونستون (مخرج)
فيل جونستون (بالإنجليزية: Phil Johnston)‏ هو كاتب سيناريو ومخرج أمريكي، ولد في 26 أكتوبر 1971 في مقاطعة هينيبين في الولايات المتحدة.

## وصلات خارجية
- فيل جونستون على موقع IMDb (الإنجليزية)
- فيل جونستون على موقع ميوزك برينز (الإنجليزية)
- فيل جونستون على موقع بوكس أوفيس موجو (الإنجليزية)
- فيل جونستون على موقع قاعدة بيانات الفيلم (الإنجليزية)